# ソロサウレ
ソロサウレ(バスク語 : Zorrozaurre)は、スペイン・バスク自治州・ビスカヤ県・ビルバオのデウスト区にある街区。市街地中心部から見て北西にある。ネルビオン川とデウスト運河に挟まれて半島のような形をしている。

## 歴史

### 運河の造成と半島の形成
ネルビオン川河口部での船舶の操舵を容易にするため、1950年から1968年にはデウスト地区に側設運河としてデウスト運河が造成された。建設計画は最後の400mを残して停止されたが、建設途中の運河はドックとして残すことが決定され、ソロサウレ地区は現在のような半島となった。この時代にはビルバオの工業が絶頂期を迎えたが、1980年代にはビルバオを工業危機が襲った。多くの産業が衰退して移転を余儀なくされ、今日のソロサウレにはわずかな数の工場が残っているのみである。

### 再開発計画
1990年代から2000年代にかけて、ビルバオでは特にアバンド区アバンドイバラ地区の再開発が行われ、ビルバオ・グッゲンハイム美術館などが建設されて観光地化が進んだ。2007年、イラク人建築家のザハ・ハディドによってソロサウレの再開発における基本計画が策定された。現在の地区は半島のような形をしているが、運河の建設を再開し、面積0.5km2のソロサウレ島という中州に変えられる予定である。15,000戸の住宅や、6,000人が働くオフィスや研究機関、ビルバオ・ビスカヤ・クチャ（略称BBK、銀行）などが建設される予定である。